# 1991 JJ
1991 JJ är en asteroid i huvudbältet som upptäcktes den 24 september 1991 av de båda japanska astronomerna Toshimasa Furuta och Yoshikane Mizuno vid Kani-observatoriet.
Asteroiden har en diameter på ungefär 10 kilometer och den tillhör asteroidgruppen Eunomia.